# Гонсало Санчес (граф Собрарбе)

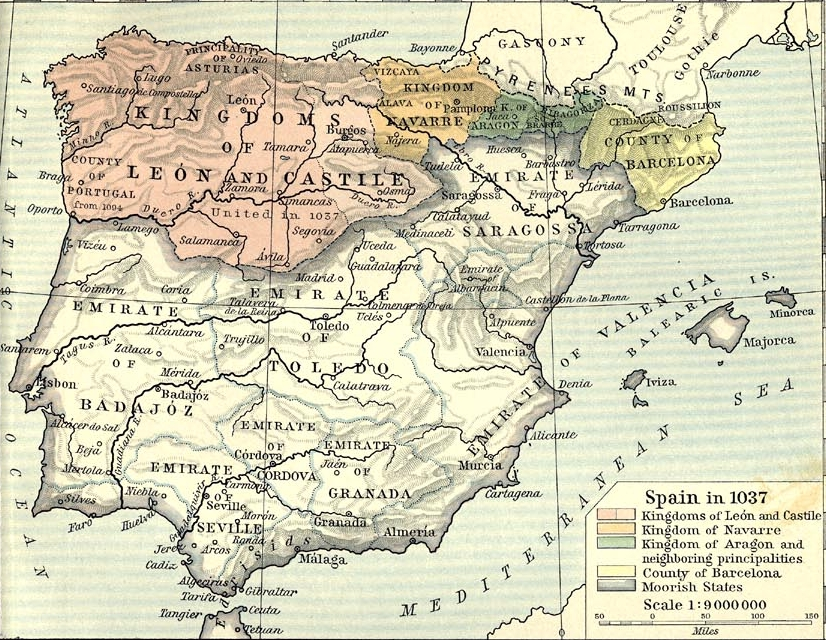
Собрарбе и Рибагорса (окрашены вместе с Арагоном зелёным) в 1037 году

Гонсало Санчес (ок. 1014 — 26 июня 1045) — граф Собрарбе и Рибагорсы с 1035 года.

## Биография
Сын Санчо III Наваррского и Мунии Санчес, дочери Санчо Гарсии Кастильского. Гонсало Санчес упоминается в дарственных грамотах короля Санчо III бенедиктинскому монастырю в Лейре 1014 и 1022 годов.
После смерти отца он получил два графства — Собрарбе и Рибагорсу, которыми управлял как вассал своего брата Гарсии III Санчеса.
Преемником Гонсало Санчеса стал другой его брат, Рамиро. По одной версии, Рамиро воспользовался недовольством местной знати. В 1044 году он вторгся во владения единокровного брата, победил Гонсало и захватил Собрарбе и Рибагорсу. По этой версии, Гонсало умер после потери владений.
По версии, представленной Рафаэлем Альтамира-и-Кревеа в «Истории средневековой Испании», Рамиро унаследовал владения брата Гонсало.